# 산 페르난도역
산 페르난도 역(스페인어: San Fernando)은 마드리드 지하철 7호선의 역이다. 마드리드 지방 산페르난도데에나레스의 구시가지에 있는 산페르난도 의류공장과 라 레알 광장 지하에 위치해 있다. 요금구역상으로는 B1구역에 속한다.

## 역사
2007년 5월 5일 메트로에스테 구간 개통과 함께 문을 열었다. 유리 구조물로 출입구를 세운 메트로에스테의 나머지 역과는 달리 마드리드 도심에서 볼 수 있는 전통적인 지하철역 구조를 띄고 있다.
2014년 7월 19일부터는 에스타디오 메트로폴리타노 역에서부터 오스피탈 델 에나레스 역까지의 전 구간이 시설정비 공사로 운행을 중단하면서 잠시 시종착역이 되었다. 바리오 델 푸에르토 역에서 오스피탈 델 에나레스 역까지 6.5km 길이의 터널 구간에 방수를 적용하는 작업이 주된 이유였다. 공사는 10월 13일에 끝났다.
하지만 이후로도 역 근처의 하라마 강과 에나레스 강에서 터널 쪽으로 물이 흘러드면서 방수 공사 작업을 추가로 실시해야 했다. 2015년 11월에 시작된 이 작업은 2016년 4월에 끝났다. 그 사이 이 역에서부터 종점인 오스피탈 델 에나레스 역까지의 전 구간 역이 비슷한 이유로 공사가 진행되면서 운행을 일시 중단하였다.

## 환승 정보
역 주변에 시외버스 정류장이 일곱 곳 있다.
버스
- 시외버스
  - 283, 287, 288, 289, 822번 (주간)
  - N203번 (야간)

지하철
| 마드리드 지하철             | 마드리드 지하철       | 마드리드 지하철  |
| --------------------------- | --------------------- | ---------------- |
| 하라마 오스피탈 델 에나레스 | 마드리드 지하철 7호선 | 라 람블라 피티스 |